# Meioneta saaristoi
Meioneta saaristoi là một loài nhện trong họ Linyphiidae.
Loài này thuộc chi Meioneta. Meioneta saaristoi được Andrei V. Tanasevitch miêu tả năm 2000.